# Сипрашвили, Тамара
Тамара Сипрашвили (англ. Tamriko Siprashvili; род. 1963, Тбилиси) — грузинско-американская пианистка.
Окончила Московскую консерваторию (1985) по классу Михаила Воскресенского, в том же году стала победительницей Международного конкурса имени Роберта Шумана. В 1990 году, участвуя в Международном конкурсе пианистов в Лидсе, познакомилась с американским пианистом Марком Андерсоном, в 1993 г. вышла за него замуж; до 1997 году супруги жили в Лондоне, затем переселились в город Плезантон в Калифорнии. С 1994 года и до развода в 2009 году Сипрашвили и Андерсон выступали как фортепианный дуэт, записав, в частности, «Картинки с выставки» Модеста Мусоргского и «Весну священную» Игоря Стравинского в переложениях для двух фортепиано.